# 布尔格-圣米夏埃利斯东
布尔格-圣米夏埃利斯东（Amt Kirchspielslandgemeinden Eider），是德国石勒苏益格－荷尔斯泰因州迪特马尔申县的一个市镇联合体。